# بيل باركر (فنان قصص مصورة)
بيل باركر (بالإنجليزية: Bill Parker)‏ هو فنان قصص مصورة ومونتير أمريكي، ولد في 1 أبريل 1899 في إيست أورانج في الولايات المتحدة، وتوفي في 1963 في نيويورك في الولايات المتحدة.

## روابط خارجية
- بيل باركر على موقع IMDb (الإنجليزية)